# U-211 (tàu ngầm Đức)
U-211 là một tàu ngầm tấn công  Lớp Type VII thuộc phân lớp Type VIIC được Hải quân Đức Quốc Xã chế tạo trong Chiến tranh Thế giới thứ hai. Nhập biên chế năm 1942, nó đã thực hiện được năm chuyến tuần tra, đánh chìm được một tàu chiến tải trọng 1.350 tấn, đồng thời gây hư hại cho ba tàu buôn khác tổng tải trọng 31.883 GRT. Trong chuyến tuần tra cuối cùng tại Đại Tây Dương, U-211 bị một máy bay ném bom Vickers Wellington Không quân Hoàng gia Anh thả mìn sâu đánh chìm về phía Đông quần đảo Azores vào ngày 19 tháng 11, 1943.

## Thiết kế và chế tạo

### Thiết kế

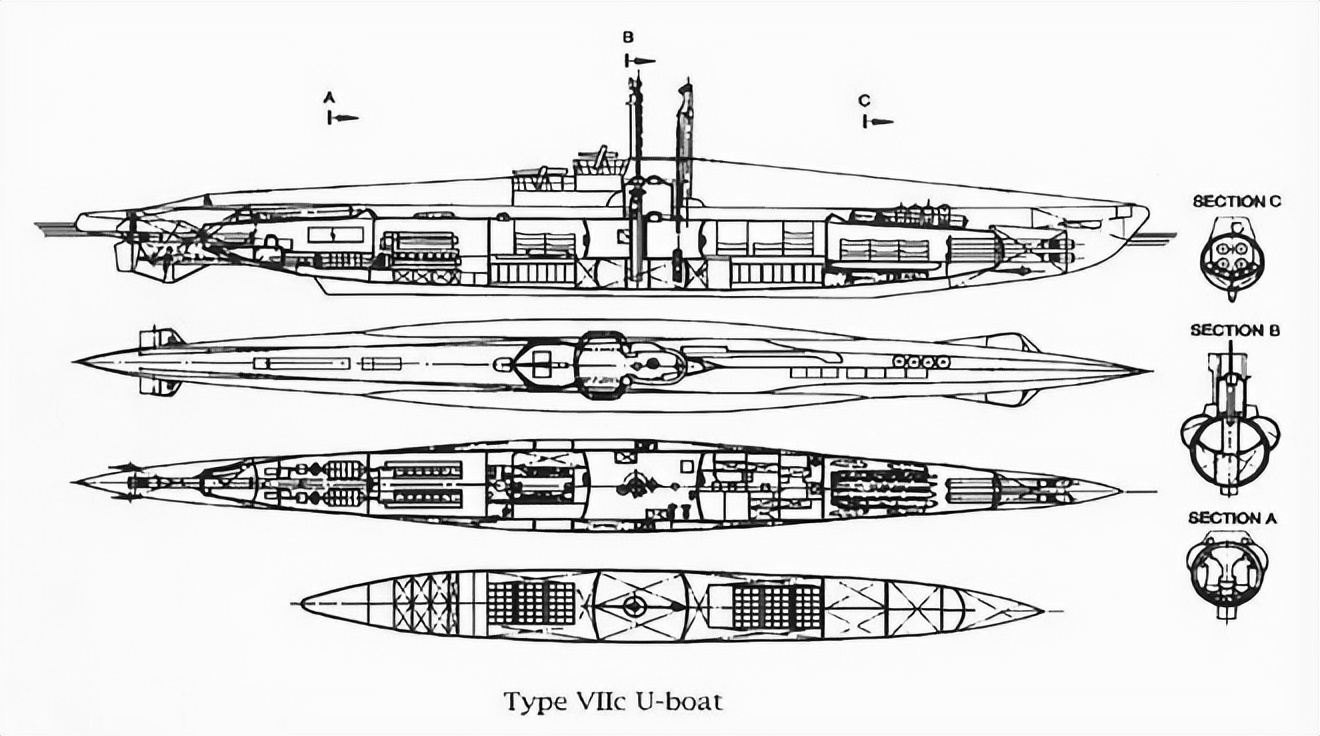
Sơ đồ các mặt cắt một tàu ngầm Type VIIC

Phân lớp VIIC của Tàu ngầm Type VII là một phiên bản VIIB được kéo dài thêm. Chúng có trọng lượng choán nước 769 t (757 tấn Anh) khi nổi và 871 t (857 tấn Anh) khi lặn). Con tàu có chiều dài chung 67,10 m (220 ft 2 in), lớp vỏ trong chịu áp lực dài 50,50 m (165 ft 8 in), mạn tàu rộng 6,20 m (20 ft 4 in), chiều cao 9,60 m (31 ft 6 in) và mớn nước 4,74 m (15 ft 7 in).
Chúng trang bị hai động cơ diesel Germaniawerft F46 siêu tăng áp 6-xy lanh 4 thì, tổng công suất 2.800–3.200 PS (2.100–2.400 kW; 2.800–3.200 bhp), dẫn động hai trục chân vịt đường kính 1,23 m (4,0 ft), cho phép đạt tốc độ tối đa 17,7 kn (32,8 km/h), và tầm hoạt động tối đa 8.500 nmi (15.700 km) khi đi tốc độ đường trường 10 kn (19 km/h). Khi đi ngầm dưới nước, chúng sử dụng hai động cơ/máy phát điện AEG GU 460/8–27 tổng công suất 750 PS (550 kW; 740 shp). Tốc độ tối đa khi lặn là 7,6 kn (14,1 km/h), và tầm hoạt động 80 nmi (150 km) ở tốc độ 4 kn (7,4 km/h). Con tàu có khả năng lặn sâu đến 230 m (750 ft).
Vũ khí trang bị có năm ống phóng ngư lôi 53,3 cm (21 in), bao gồm bốn ống trước mũi và một ống phía đuôi, và mang theo tổng cộng 14 quả ngư lôi, hoặc tối đa 22 quả thủy lôi TMA, hoặc 33 quả TMB. Tàu ngầm Type VIIC bố trí một hải pháo 8,8 cm SK C/35 cùng một pháo phòng không 2 cm (0,79 in) trên boong tàu. Thủy thủ đoàn bao gồm 4 sĩ quan và 40-56 thủy thủ.

### Chế tạo
U-211 được đặt hàng vào ngày 16 tháng 10, 1939, và được đặt lườn tại xưởng tàu của hãng Friedrich Krupp Germaniawerft tại Kiel vào ngày 29 tháng 3, 1941. Nó được hạ thủy vào ngày 15 tháng 1, 1942, và nhập biên chế cùng Hải quân Đức Quốc Xã vào ngày 7 tháng 3, 1942 dưới quyền chỉ huy của Hạm trưởng, Thiếu tá Hải quân Karl Hause.

## Lịch sử hoạt động

### 1942

#### Chuyến tuần tra thứ nhất
Sau khi chuyển căn cứ từ Kiel đến Bergen ngang qua Arendal, Na Uy trong tháng 8, 1942, U-211 xuất phát từ cảng Na Uy này vào ngày 26 tháng 8 cho chuyến tuần tra đầu tiên trong chiến tranh. Nó băng qua khe GIUK giữa quần đảo Faroe và Iceland để đi đến hoạt động tại khu vực giữa Bắc Đại Tây Dương. Vào ngày 12 tháng 9, nó tấn công Đoàn tàu ON 127 và đã gây hư hại cho các tàu buôn Anh Empire Moonbeam 6.849 GRT và Hektoria 13.797 GRT ở vị trí về phía Tây Nam Cape Clear, Ireland. Đến ngày 23 tháng 9, nó tiếp tục tấn công và gây hư hại cho tàu chở dầu Hoa Kỳ Esso Williamsburg 11.237 GRT ở vị trí khoảng 500 nmi (930 km) về phía Nam mũi Farewell, Greenland; Esso Williamsburg cuối cùng bị tàu ngầm U-254 đánh chìm vào ngày 3 tháng 10. U-211 kết thúc chuyến tuần tra và đi đến cảng Brest bên bờ biển Đại Tây Dương của Pháp bị Đức chiếm đóng vào ngày 7 tháng 10.

#### Chuyến tuần tra thứ hai
U-211 khởi hành từ Brest vào ngày 11 tháng 11 cho chuyến tuần tra thứ hai để tiếp tục hoạt động tại khu vực giữa Bắc Đại Tây Dương. Vào ngày 17 tháng 12, trong thành phần bầy sói Raufbold, nó tấn công Đoàn tàu ON 153 ở vị trí giữa Đại Tây Dương, và đã phóng ngư lôi nhắm vào tàu khu trục Anh HMS Firedrake. Firedrake bị vỡ làm đôi, phần mũi đắm ngay lập tức và phần đuôi nổi thêm được vài giờ; chỉ có 26 người trong tổng số 196 thành viên thủy thủ đoàn của Firedrake sống sót. Chiếc tàu ngầm kết thúc chuyến tuần tra và đi đến Brest vào ngày 29 tháng 12.

### 1943

#### Chuyến tuần tra thứ ba và thứ tư
Trong chuyến tuần tra thứ ba vốn chỉ kéo dài từ ngày 13 đến ngày 25 tháng 2, U-211 hoạt động tại Bắc Đại Tây Dương về phía Tây Nam Ireland. Vào ngày 20 tháng 2, nó bị một máy bay ném bom B-24 Liberator tấn công ở vị trí về phía Tây vịnh Biscay. Sáu quả mìn sâu thả xuống đã gây hư hại đáng kể cho chiếc tàu ngầm, buộc nó phải cắt ngắn chuyến tuần tra và rút lui về căn cứ Brest.
Khởi hành từ Brest vào ngày 10 tháng 5 cho chuyến tuần tra tiếp theo, U-211 chuyển sang hoạt động xa hơn về phía Nam đến khu vực Trung tâm Đại Tây Dương. Vào ngày 15 tháng 5, nó lại bị một máy bay ném bom Armstrong Whitworth Whitley thuộc Liên đội 10 Không quân Hoàng gia Anh thả ba quả mìn sâu tấn công ở vị trí về phía Bắc Finisterre, Tây Ban Nha. Thiệt hại không đáng kể, chiếc tàu ngầm tiếp tục chuyến tuần tra cho đến khi quay về Brest vào ngày 16 tháng 7.

#### Chuyến tuần tra thứ năm - Bị mất
Sau khi chuyển căn cứ từ Brest sang cảng Lorient cùng thuộc nước Pháp trong tháng 9, U-211 khởi hành từ đây vào ngày 11 tháng 10 cho chuyến tuần tra thứ năm, cũng là chuyến cuối cùng, tại khu vực Trung tâm Đại Tây Dương. Vào ngày 19 tháng 11, 1943, nó bị một máy bay ném bom Vickers Wellington thuộc Liên đội 179 Không quân Hoàng gia Anh thả mìn sâu tấn công và đánh chìm về phía Đông quần đảo Azores, tại tọa độ 40°15′B 19°18′T / 40,25°B 19,3°T; toàn bộ 54 thành viên thủy thủ đoàn của U-211 đều tử trận.

### "Bầy sói" tham gia
U-211 từng tham gia tám bầy sói:
- Vorwärts (3 – 26 tháng 9, 1942)
- Panzer (27 tháng 11 – 11 tháng 12, 1942)
- Raufbold (11 – 21 tháng 12, 1942)
- Trutz (1 – 16 tháng 6, 1943)
- Trutz 3 (16 – 29 tháng 6, 1943)
- Geier 2 (30 tháng 6 – 10 tháng 7, 1943)
- Schill (25 tháng 10 – 16 tháng 11, 1943)
- Schill 1 (16 – 19 tháng 11, 1943)

### Tóm tắt chiến công
U-211 đã đánh chìm được một tàu chiến tải trọng 1.350 tấn, đồng thời gây hư hại cho ba tàu buôn khác tổng tải trọng 31.883 GRT:
| Ngày              | Tên tàu           | Quốc tịch              | Tải trọng | Số phận      |
| ----------------- | ----------------- | ---------------------- | --------- | ------------ |
| 12 tháng 9, 1942  | Empire Moonbeam   | United Kingdom         | 6.849     | Bị hư hại    |
| 12 tháng 9, 1942  | Hektoria          | United Kingdom         | 13.797    | Bị hư hại    |
| 23 tháng 9, 1942  | Esso Williamsburg | United States          | 11.237    | Bị hư hại    |
| 17 tháng 12, 1942 | HMS Firedrake     | Hải quân Hoàng gia Anh | 1.350     | Bị đánh chìm |